# Lille Grand Palais (métro de Lille)
Cet article concerne la station de métro. Pour le palais des congrès, voir Lille Grand Palais.
La station Lille Grand Palais est une station de la ligne 2 du métro de Lille, située à Lille, dans le quartier Lille-Centre. Inaugurée le 1er avril 1989, la station permet de desservir Lille Grand Palais, le Zénith de Lille et l'Université Lille II.

## Situation
Située sous le boulevard du Maréchal-Vaillant, la station permet de desservir le boulevard Louis-XIV dans le quartier Lille-Centre à Lille.
Elle est située sur la ligne 2 entre les stations Porte de Valenciennes et Mairie de Lille à Lille.

## Histoire

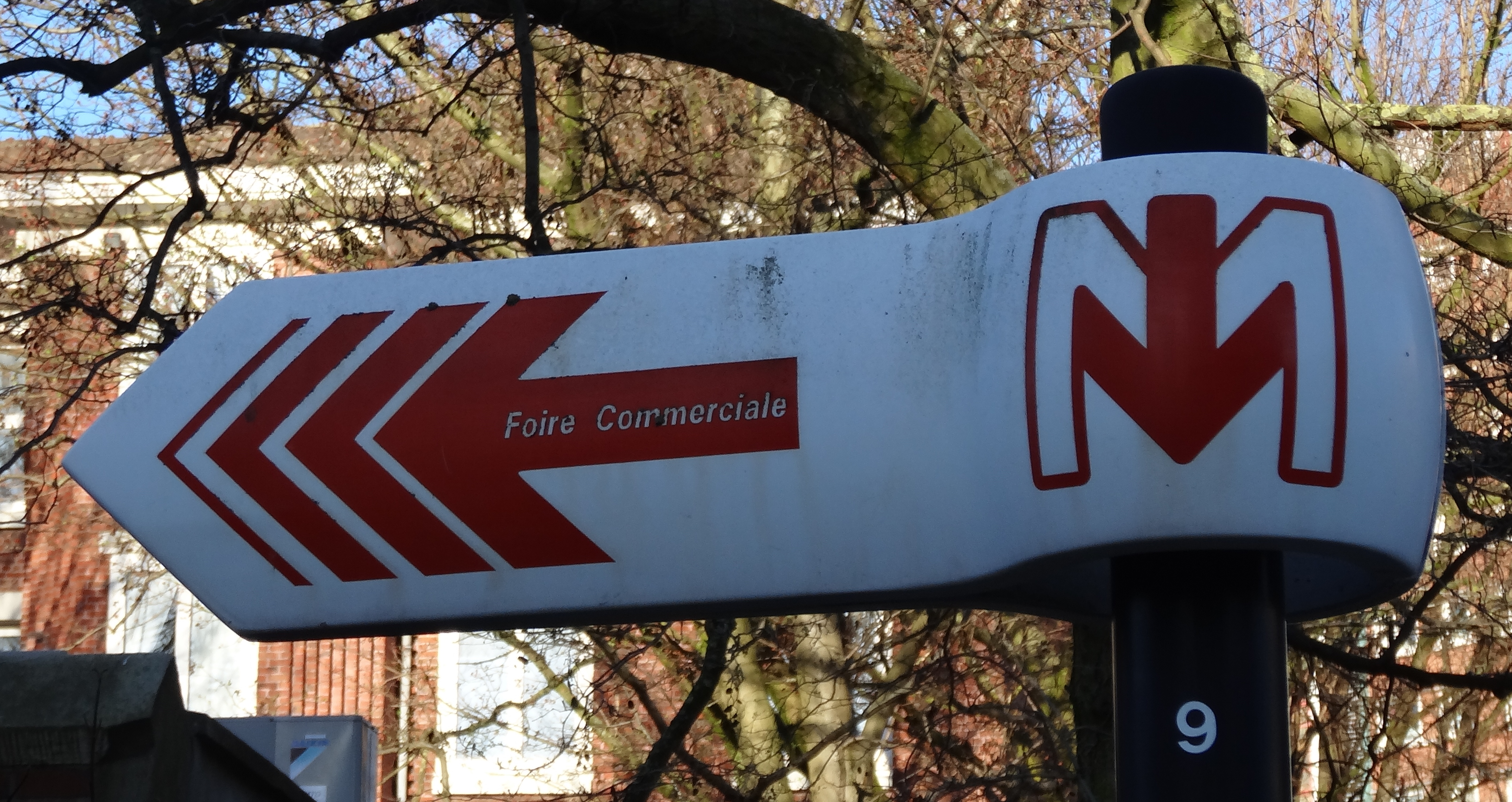
L'ancien nom : « Foire Commerciale ».

La station est située à proximité de l'emplacement de l'ancienne porte Louis XIV démolie vers 1920 de l'enceinte démantelée dans les années 1920.
Elle est ouverte le 1er avril 1989 lors de la mise en route de la ligne 1 bis, devenue en 1994 la ligne 2.
Le 28 mars 1996, c'est au bord de la station, que le Gang de Roubaix avait posé une bombe pour viser le commissariat voisin, tentative qui échoua.
Cette station doit son nom au Lille Grand Palais, qui se trouve à proximité. Elle s'appelait précédemment « Foire Commerciale », à la suite de la construction du Palais des Congrès (dans le cadre du projet Euralille) et au déménagement de la Foire de Lille dans ce centre voisin, la station a été rebaptisée « Lille Grand Palais ».

## Architecture
Station bâtie sur deux niveaux et disposant d'un accès ainsi que d'un ascenseur en surface.
- niveau -1 : vente et compostage des tickets, choix de la direction du trajet
- niveau -2 : voies centrales et quais opposés

Vue générale du niveau -2 de la station Cormontaigne de la ligne 2 du métro de Lille en octobre 2021.
- Architecture intérieure

"Architecture
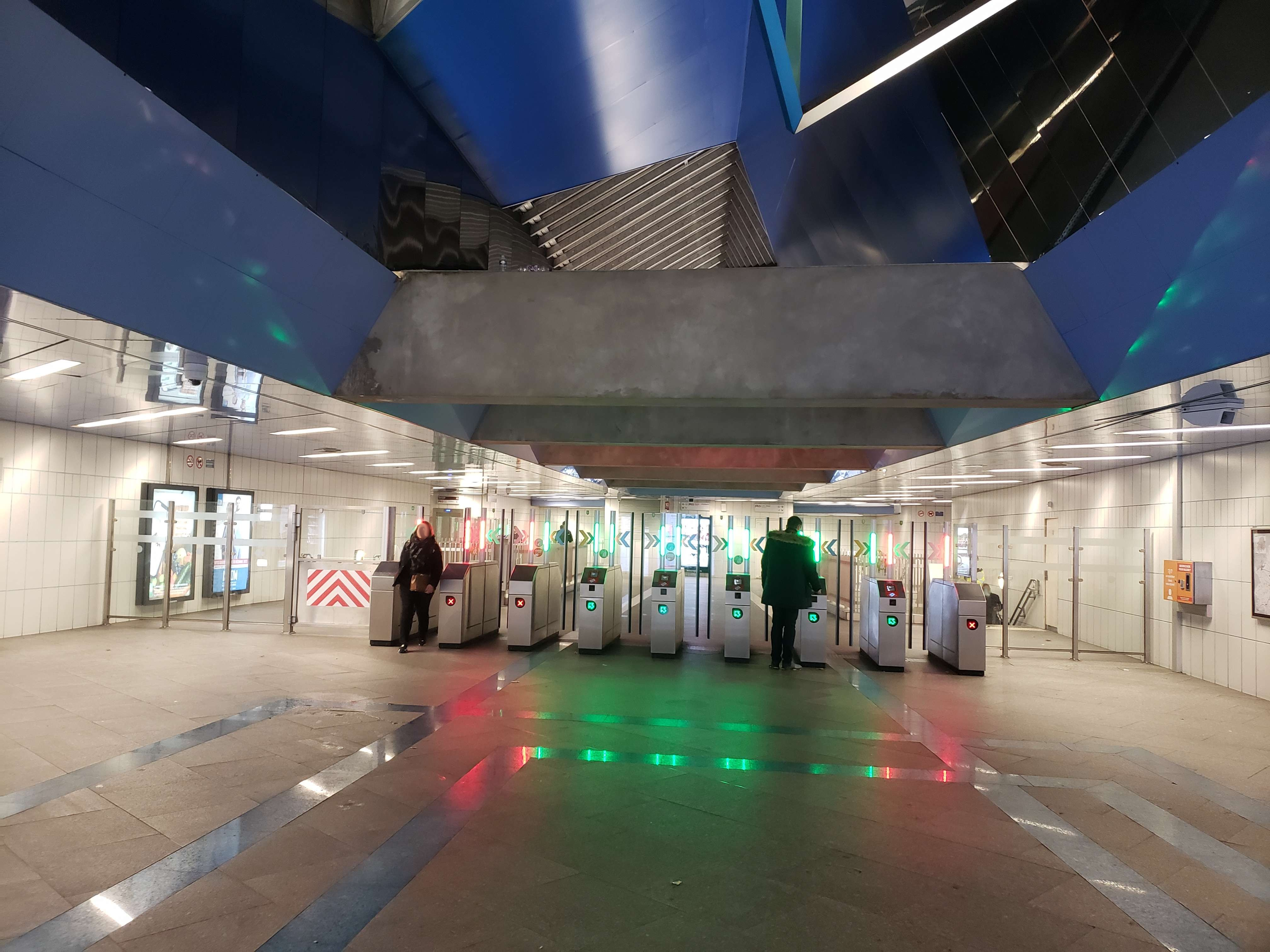
Niveau -1
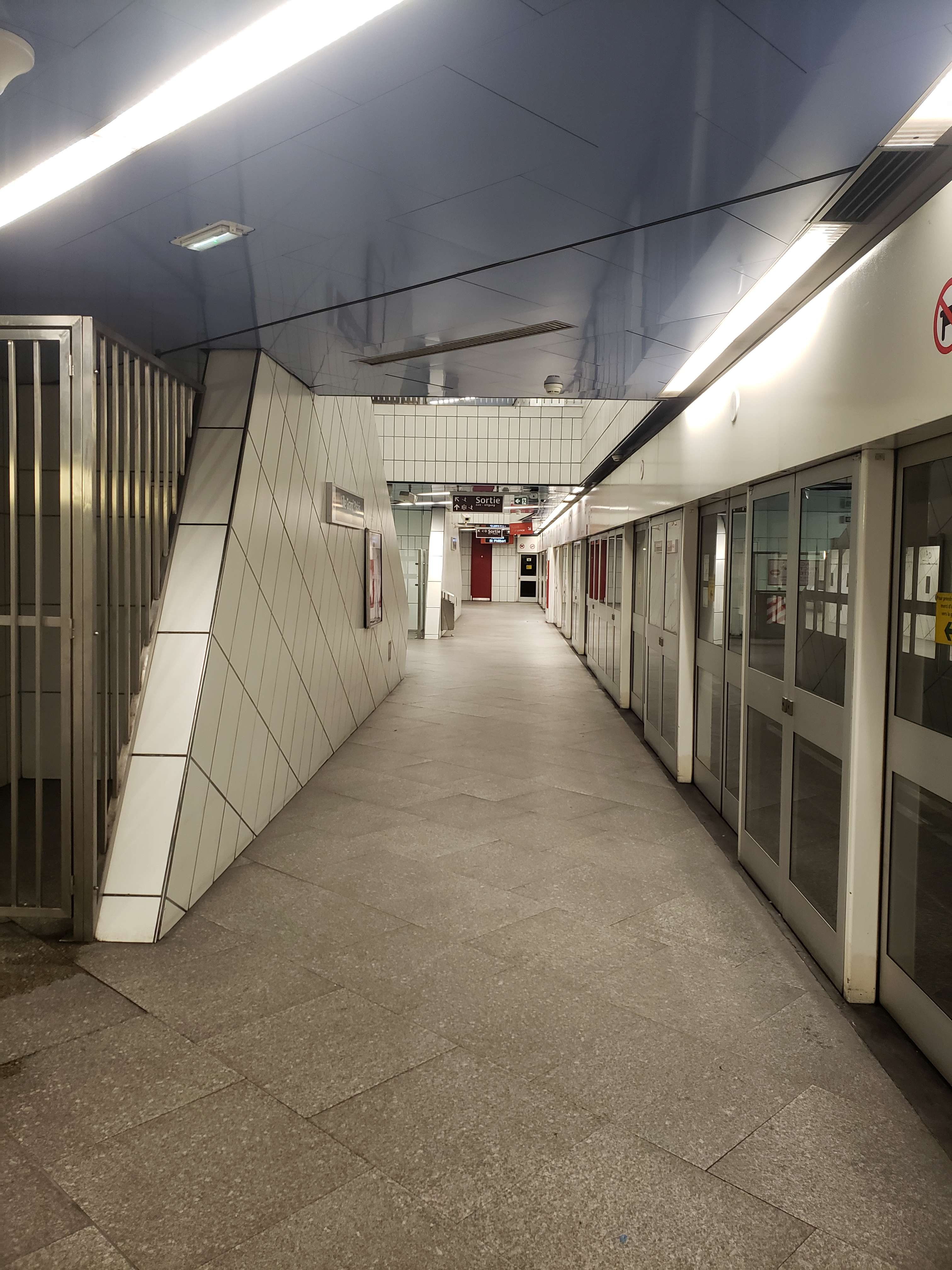
Quai en direction de Saint-Philibert

## Intermodalité
Depuis 2019, elle est desservie par la ligne 18 du réseau Ilévia. Une station V'Lille est implantée à proximité.

## À proximité
- Lille Grand Palais
- Le Zénith de Lille
- l'Institut Pasteur
- l'hôtel de Région Nord-Pas-de-Calais
- La gare de Lille-Saint-Sauveur
- Le parc Jean-Baptiste-Lebas